# Schlomo Hillel

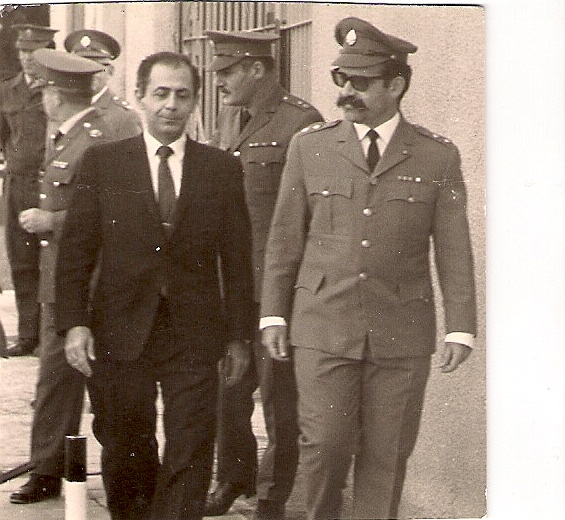
Shlomo Hillel als Polizeiminister mit Offizieren der israelischen Polizei

Schlomo Hillel (hebräisch שלמה הִלֵל; * 23. April 1923 in Bagdad, Königreich Irak; † 8. Februar 2021 in Raʿanana, Israel) war ein israelischer Diplomat und Politiker. Er war mehrfach Minister sowie mehrere Jahre Sprecher der Knesset.

## Leben

### Abgeordneter und Diplomat
Hillel kam durch die Alija seiner Eltern 1933 nach Palästina und studierte später Politikwissenschaft, Wirtschaftswissenschaft und Verwaltungslehre an der Hebräischen Universität Jerusalem. Nachdem er sich 1946 als Abgesandter für zionistische Untergrundtätigkeiten im Irak aufhielt, war er zwischen 1948 und 1949 aktiv an der Durchführung illegaler Auswanderungen aus dem Irak, Libanon und Syrien nach Israel beteiligt. Darüber hinaus war er 1949 Mitbegründer des Kibbuz Maagan Michael sowie 1951 Abgesandter in Ägypten.
Nach seiner Rückkehr nach Israel wurde er am 21. Dezember 1952 erstmals Mitglied der Knesset und vertrat in dieser bis zum 6. Juli 1959 die Interessen der Mapai. Während dieser Zeit war er auch Mitglied einiger Ausschüsse wie dem Ausschuss für Verfassung, Recht und Justiz.
Im Anschluss trat er in den diplomatischen Dienst und war zunächst zwischen 1959 und 1961 Botschafter in Guinea, ehe er danach bis 1963 als Botschafter zeitgleich in der Elfenbeinküste, Obervolta, Dahomey und Niger akkreditiert war. Nach einer darauf folgenden Verwendung als Mitglied der Ständigen Vertretung bei den Vereinten Nationen in New York City zwischen 1963 und 1967 war Hillel schließlich von 1967 bis 1969 stellvertretender Direktor im Außenministerium für Angelegenheiten des Mittleren Ostens.
Am 7. November 1969 wurde Hillel erneut in die Knesset gewählt und vertrat in dieser nunmehr über 20 Jahre lang bis zum 13. Juli 1992 die Interessen der Awoda.

### Minister und Parlamentspräsident
Am 15. Dezember 1969 wurde er von Ministerpräsidentin Golda Meir als Polizeiminister in deren Kabinett berufen und bekleidete diese Funktion auch in der anschließenden Regierung von Ministerpräsident Jitzchak Rabin bis zum 20. Juni 1977. Daneben war er zunächst vom 3. Juni bis zum 29. Oktober 1974 und dann erneut vom 16. Januar 1977 bis zum 20. Juni 1977 auch Innenminister.
Im Anschluss war er zwischen Juni 1977 bis Juli 1981 Vorsitzender des Knesset-Ausschusses für Inneres und Umwelt, ehe er vom 13. August 1984 bis zum 21. November 1988 Sprecher der Knesset (Speaker of the Knesset) und somit Parlamentspräsident war.
Hillel war außerdem 1989 Vorsitzender des Weltvorstandes von Keren Hajessod, die 1921 als zentrale Finanzorganisation des Palästina-Aufbaus gegründete Gesellschaft der zionistischen Bewegung. 

### Familie
Hillel war seit 1952 mit Temima verheiratet, die 2011 starb. Das Paar hatte zwei Kinder, einen Sohn mit Namen Aharon und eine Tochter namens Hagar.

## Ehrungen und Auszeichnungen
- Yitzhak-Sadeh-Preis (1986)
- Israel-Preis (1998)
- Shofar of Freedom Award (2007)
- Ehrendoktor der Hebräischen Universität Jerusalem

## Veröffentlichungen
- Ruach Kadim: Be’Shlichut Machtartit Le’Aretz Aravit, 1985
- Operation Babylon : Israels Geheimdienst im Irak, ISBN 3-7751-1736-9, 1992